# Robin Ziegele
Robin Ziegele (Wolfsburg, 1997. március 13. –) német utánpótlás-válogatott labdarúgó, aki jelenleg a VfL Wolfsburg játékosa.

## Statisztika
2016. július 13. szerint.
| Klub             | Szezon   | Bajnokság | Bajnokság | Kupa  | Kupa | Nemzetközi | Nemzetközi | Összesen | Összesen |
| Klub             | Szezon   | Mérk.     | Gól       | Mérk. | Gól  | Mérk.      | Gól        | Mérk.    | Gól      |
| ---------------- | -------- | --------- | --------- | ----- | ---- | ---------- | ---------- | -------- | -------- |
| VfL Wolfsburg II | 2016–17  | 1         | 0         | 0     | 0    | -          | -          | 1        | 0        |
| VfL Wolfsburg II | Összesen | 1         | 0         | 0     | 0    | 0          | 0          | 1        | 0        |
| VfL Wolfsburg    | 2016–17  | 0         | 0         | 0     | 0    | -          | -          | 0        | 0        |
| VfL Wolfsburg    | Összesen | 0         | 0         | 0     | 0    | 0          | 0          | 0        | 0        |
| Összesen         | Összesen | 1         | 0         | 0     | 0    | 0          | 0          | 1        | 0        |